# Antologie
Antologie (řecky květobraní) je literární termín, kterým se označuje výběr z literárních děl, popř. úryvků osvětlujících určité téma, typ tvorby nebo epochu.
Antologie bývá většinou zaměřena na jedno rozsáhlejší téma, zejména určité literární období (např. antologie anglické poezie 15. století či slovenských povídek posledního desetiletí), někdy je předmětem i celá národní literatura. Od výboru z tvorby se liší tím, že podává literární díla více autorů. Někdy jsou antologie spojeny osobou překladatele.
Název vytvořil starořecký básník Meleagros z Gadar, který v prvním století př. n. l. pořídil antologii řeckých epigramů (převážně ovšem svých vlastních). Antologii většinou doprovází literárněhistorická studie nebo esej či aspoň poznámka pořadatele, objasňující její vznik, popisuje vývoj prezentovaného žánru ap. Dále zde bývají medailónky jednotlivých autorů, případně i literárních postav.
Za autora antologie bývá označován zpravidla její sestavovatel (editor, zkráceně ed.). Někdy antologie vznikají na zadané téma, které za honorář zpracovávají renomovaní autoři (např. Písně temných věků, antologie české a slovenské historické fantasy, ed. Ondřej Jireš, Triton, 2005).

## Poznámka
Termín se přeneseně používá i v hudbě pro souhrnná vydání výběrů děl pocházejících z jednoho hudebního žánru nebo od jednoho autora či skupiny autorů – například Antologie české populární hudby apod.

## Příklady různých antologií
Níže uvedené příklady různých antologií jsou většinou primárně rozděleny dle literárního žánru, ale jsou uvedeny i příklady podle jazyka, národa či státu. Přednostně jsou uvedeny antologie, které již mají samostatné heslo na české Wikipedii, ale i některé významné antologie, které takové heslo zatím nemají.

### Starověké antologie
Antologie Planudea nebo také Řecká antologie Planudea, původním názvem Antologie různých epigramů je antologie řeckých epigramů nazvaná podle byzantského mnicha a polyhistora Maxima Planuda, který ji sestavil roku 1299 na základě starších souborů, především sbírky od Kónstantina Kefala. Vypustil z ní ale mnoho epigramů a přidal tam své vlastní. Před objevením Palatinské antologie byla tato antologie jediným pramenem pro poznání řecké epigramatiky.
Palatinská antologie nebo také Řecká antologie palatinská je antologie řeckých epigramů z období od 7. století př. n. l. do 10. století n. l., která dostala své jméno podle toho, že jediný její rukopis byl nalezen v heidelbergské Palatinské knihovně.

### Detektivní a krimi povídky
21 detektivů je název reprezentativní české antologie anglo-amerických detektivních povídek z roku 1967 o rozsahu více než 400 stránek, která se zatím dočkala celkem tří vydání, poprvé vyšla v roce 1967 v Odeonuu (druhé vydání v roce 1970 v edici Čtení na dovolenou, třetí vydání v roce 1992. Antologie obsahuje pouze klasické detektivní povídky a výhradně z anglosaské oblasti. Všechny povídky přeložila Eva Outratová, její manžel Vladimír Outrata napsal ke knize předmluvu a podílel se také na výběru a uspořádání povídek a profilových medailoncích jednotlivých autorů a literárních detektivů.
Muži s dýmkou je antologie anglických, francouzských a českých detektivních povídek, která je určena zejména mladším čtenářům. V roce 1973 ji vydalo nakladatelství Albatros v Edici světových autorů (ESA) a současně v Klubu mladých čtenářů. Antologie seznamuje s detektivní povídkou od jejího počátku až do doby vydání knihy, obsahuje medailónky o autorech, historii detektivní literatury a další užitečné informace (např. slovníček výslovnosti). Samotná Edice světových autorů se na antologie a představení různých literárních žánrů vysloveně zaměřovala: ve stejném roce vyšly např. ještě tituly Moudří blázni: knížka historek, pohádek, povídek a veršů o moudrém bláznovství a bláznivé moudrosti a Osudy dívek: povídky našich a světových autorů, v roce 1974 pak např. Čtení ze starých kronik a legend .
Temnější odstíny Švédska (švédsky Jag som lever och du som dod, Stirr har tyckle ha nom) je antologie švédských již dříve vydaných i dosud nepublikovaných detektivních a krimi povídek 20 autorů, které vybral a uspořádal John-Henri Holmberg, který také napsal rozsáhlou (více než dvacetistránkovou) literární studii, která podrobně mapu celou historii detektivního a kriminálního žánru ve Švédsku od roku 1895 až do současnosti. Antologie vyšla anglicky ve více nakladatelstvích, český překlad Azity Haidarové vyšel poprvé v roce 2014 v nakladatelství Host.

### Sci-fi povídky
Vlak do pekla je české antologie anglo-amerických předních sci-fi povídek, kterou uspořádal Oldřich Černý. Antologie obsahuje hned několik povídek, které byly oceněni prestižní cenou Hugo. Mezi ně patří i titulní povídka Vlak do pekla (která kromě této antologie vyšla ještě ve stejnojmenném výboru povídek autora) nebo povídka Růže pro Algernon, později autorem rozšířená na román, který pro změnu získal další prestižní cenu Nebula. Povídka byla také vícekrát úspěšně zfilmována nebo hrána na divadlech. Česká divadelní adaptace pro Divadlo Kašpar, resp. Divadlo v Celetné (režie Jakub Špalek, v hlavní roli Jan Potměšil) se hraje již přes 30 let (premiéra 10. března 1993) a k dubnu 2023 měla téměř 900 repríz! Antologie česky vyšla třikrát, vždy v nakladatelství Albatros. dvakrát (1976 a 1983) v sešitovém vydání edice Karavana s ilustracemi Jarmily Jeriové, potřetí v roce 1992 v edici Klub dobrodruhů.
Těžká planeta: tato antologie sci-fi povídek je do určité míry zvláštní nejen tím, že ji sestavil Isaac Asimov, který sám byl současně významný vědec a nejpřednější autor sci-fi literatury. I když Brian W. Aldiss (asi nejznámější je jeho sci-fi román Nonstop) kdysi vtipně poznamenal, že „vědeckofantastická literatura je určena vědcům zrovna tak málo jako strašidelné romány strašidlům“, do této knihy Isaac Asimov vybral právě takové povídky, jejichž zápletka je primárně postavena na využití určitých vědeckých poznatků. Každou povídku Isaac Asimov opatřil vlastním zajímavým komentářem, kde mimo jiné případně upozorňuje, kde si autor daný přírodní zákon „přizpůsobil“ potřebám děje, což v realitě pochopitelně nejde. Česky tato klasická antologie vyšla poprvé v roce 1979 v překladu Veroniky Veisové a s ilustracemi Milana Kopřivy v nakladatelství Mladá fronta jako 116. svazek edice 13. Toto vydání ale obsahuje jen 12 povídek. V druhém vydání v nových překladech Jaroslava Veisa a Robert Tschorna vyšlo všech 17 povídek jako v americkém originálu (nakladatelství Triton, 2002). Stejné je i 3. vydání, které společně v roce 2011 vydaly nakladatelství Triton a Argo.
Stvořitelé nových světů je české antologie sci-fi povídek přeložených z mnoha jazyků (angličtina, polština, ruština, dánština, norština, švédština, esperanto), kterou uspořádal Ivo Železný. Poprvé vyšla v roce 1980 v nakladatelství Albatros v již výše zmíněné Edici světových autorů (ESA) a současně v Klubu mladých čtenářů. Kromě medailónků autorů obsahuje rozsáhlé informace o historii žánru, včetně autorů, kteří do knihy nebyli vybrání a rozsáhlý seznam téměř všech do roku 1980 v Československu vydaných knih tohoto žánru. Druhé vydání v roce 1990 v nakladatelství Art-servis.
Přistání na Řípu je antologie v době vydání nových a výhradně českých vědeckofantastických povídek. Antologii uspořádal Vojtěch Kantor, doslov Manifest scifismu napsal Ondřej Neff, ilustroval Peter Oriešek, grafická úprava Milan Kopřiva. Antologie vyšla v roce 1988 v nakladatelství Mladá fronta jako 181. svazek edice 13. Do antologie svými povídkami přispěli Ondřej Neff, Jaroslav Boček, Lubomír Macháček, Ludmila Freiová, Pavel Sýkora (titulní povídka), Vladimír Medek a Miroslav Holub (který vedle povídky napsal také esej před doslovem).
Tunel do věčnosti je antologie angloamerických vědeckofantastických povídek z 50. let 20. století. Knihu vydalo v roce 1999 nakladatelství Albatros v obnovené edici Karavana, uspořádal ji Ondřej Müller, obálka Václav Rytina, jednotlivé povídky přeložili Jarmila Emmerová, František Jungwirth, Pavel Medek, Gerta Pospíšilová a Vladimír Svoboda.
Playboy – Antologie sci-fi povídek (anglicky Playboy Book of Science Fiction) obsahuje 24 povídek uznávaných i méně známých autorů žánru science fiction, které na svých stránkách uveřejňoval od roku 1953 pánský časopis Playboy. V antologii jsou zastoupeny klasické sci-fi povídky (mj. Ray Bradbury, Kurt Vonnegut nebo Arthur C. Clark přes Novou vlnu science fiction až po kyberpunk. Anglicky v knižní podobě vyšlo poprvé v roce 1998, český překlad v roce 2003 v nakladatelství BB Art (další vydání 2009). Uspořádala ho Alice K. Turnerová a podílelo se na něm mnoho překladatelů.
Právě v žánru sci-fi vyšlo již před rokem 1989 značné množství antologií, proto již jen velmi stručně několik dalších (často zaměřených na povídky z určité země).
- Napříč nekonečnem je antologie sovětských vědeckofantastických povídek, česky vydaných v roce 1963, Zajatci Velikého mozku jsou z roku 1973, Stanice u Moře dešťů je z roku 1982, Maják na útesu Delfínů je z roku 1983 (všechny tyto tituly sovětských povídek vyšly v edici Karavana).
- Rakety z Tantalu je antologie polských vědeckofantastických povídek, česky vydaných v roce 1964, Vládcové času jsou další polské povídky z roku 1988, opět v edici Karavana.
- Světelná setkání je antologie povídek spisovatel z bývalé Německé demokratické republiky: originál vyšel v Berlíně v roce 1976, česky vyšel výbor (21 ze45 povídek) v roce 1982.
- Stíny minulosti jsou ukrajinské vědeckofantastické povídky z doby Sovětského svazu, originál vyšel v roce 1985, česky vyšel v roce 1989 jen výbor 10 z 18 povídek, opět v edici Karavana.

### Poezie
Nejlepší české básně je antologie české poezie, které od roku 2009 nejméně do roku 2019 vydávalo brněnské nakladatelství Host. Pro každý rok byli za výběr a celou přípravu knihy obvykle zodpovědní dva editoři. Vrh kostek je první antologie české experimentální poezie, Původně byla připravena již v 60. letech 20. století, ale nakonec byla vydána až v roce 1993 v nakladatelství TORST. Vybrali, uspořádali, úvod a doslov napsali Josef Hiršal a Bohumila Grögerová, ilustrace Jiří Kolář a Michal Resl.

### Antologie jiných žánrů
Strach v sedle je název české antologie amerických westernových povídek, kterou v roce 1985 vydalo nakladatelství Albatros v edici Karavana.
Jako v zrcadle je antologie satirické prózy, kterou uspořádala Anetta Balajková a vyšla v roce 1957 v Praze, nakladatelství Lidová demokracie.
Antologii českého medicínského humoru připravil Svatopluk Káš (který sám publikoval řadu dalších knížek medicínského humoru). V této knize se vyskytuje mnoho známých lékařů 19. a 20. století, např. internista Josef Thomayer (1853–1927), psychiatr, psycholog a farmakolog Vladimír Vondráček, imunolog, básník a prozaik Miroslav Holub, psychiatr, zakladatel matrimoniologie a spisovatel Miroslav Plzák a mnoho dalších. Kniha vyšla v nakladatelství Avicenum v roce 1988.

### Antologie národních literatur
Poměrně časté jsou různé antologie národních literatur, často ještě zaměřené na určitý žánr v rámci této země. Ostatně i řada antologií uvedených výše, obsahuje v rámci daného literárního žánru díla v určitém jazyce nebo z jedné země. Zde uvedeme ještě několik příkladů. Krajinou samoty je antologie lotyšských povídek vydaná v roce 2006, V kruhu krásy je antologie lotyšské a litevské lidové poezie, vydaná v roce 1998. Lesní lišky je antologie finské fantastické literatury z roku 2016, Bíle přeludy na vlnách je antologie finské lyriky. Antologie francouzské literatury z roku 2012 vydaná v nakladatelství Fraus je přímo zamýšlená jako pomůcka pro studenty atd.

### Filmové antologie (dokumentární a hrané)
Antologie Beatles, anglicky The Beatles Anthology, je rozsáhlý britský dokumentární projekt z poloviny 90. let věnující se historii skupiny The Beatles. Podíleli se na něm všichni tehdy žijící bývalí členové i jejich producent George Martin. Výstupem bylo asi 10 hodin videomateriálu zpracovaného jako televizní seriál, kolekce videokazet, kniha fotografií, a 6 zvukových CD vydaných jako 3 dvojalba, obsahující raritní archivní nahrávky písní, které Beatles vydali v jiných verzích, později sólově, nebo do té doby vůbec. Součástí edice byly i dvě písně, které zbylí členové nahráli zcela nově, na podkladě archivních demonahrávek Johna Lennona.
Sekerka (v anglickém originále Small Axe) je britská filmová antologie napsaná a natočená režisérem Stevem McQueenem. Antologii tvoří pět samostatných filmů, které vyprávějí různé příběhy imigrantů, kteří pocházejí z historického území Západní Indie a žijí v Londýně šedesátých až osmdesátých let 20. století

### Jiné příklady
- Hanuš BONN, ed. Daleký hlas: poezie primitivních národů [online]. Překlad Hanuš Bonn. Městská knihovna v Praze, 2022. 1 online zdroj (97 s.). [cit. 2023-01-06]. Dostupné z: http://search.mlp.cz/searchMKP.jsp?action=sTitul&key=4679533
- Pierre BOULEZ a kol. Myšlenky moderních skladatelů. Herrmann & synové, 2022.
- Gardner R. DOZOIS, ed. Kniha magie. Argo, 2022. [Antologie přináší sedmnáct dosud nevydaných povídek ze světa magie od mistrů svého žánru. Každé povídce předchází medailonek autora. Kniha (odměněná v roce 2019 cenou Locus) navazuje na úspěšnou Knihu mečů Slavný editor Gardner Dozois předkládá příběhy plné magie, protože za každého Froda je tu Gandalf a spolu s ním i Saruman. Za každou Dorotku je tu Glinda… a vedle ní také Zlá čarodějka ze Západu. A kdo by byl Harry Potter bez Albuse Brumbála či Severuse Snapea? Kouzelníci a čarodějové plni moudrosti, nadaní takřka božskými silami, přesto zůstávají pouhými lidmi, a tak mohou dojít nejen slávy, ale i prokletí a zkázy. V příbězích navštívíme světy nepředstavitelně vzdálené i ty, které jsou blíž, než bychom si kdy pomysleli.]
- Přemysl RUT. Zkouška sirén: (česká písnička mezi folkem a rockem). Vyšehrad, 2022. [Písně dětské, folkové, rock, blues, šansony, undergroundová kultura, písničkáři, autorské dvojice.]
- Dalibor VÁCHA, ed. Nevzdáme se: sbírka povídek pro bojující Ukrajinu. Argo, 2022. [Antologie povídek českých autorů, které jsou inspirovány válečným konfliktem na Ukrajině, která byla koncem února 2022 napadena Ruskem. Z krátké diskuse na Twitteru vznikl nápad složit povídkovou sbírku, jejímž společným jmenovatelem by mohl být strach či smrt a současně hrdinství i naděje. Úvodního textu se zhostil novinář Michal Kubal, osoba více než povolaná.]